# Kirsànov
Kirsànov (en rus Кирсанов) és una ciutat de l'óblast de Tambov, Rússia. Es troba a la riba del riu Vorona, a 87 km al sud-est de Tambov.

## Història
Kirsànov fou fundada durant la primera meitat del segle xvii amb el nom de Kirsànovo, a partir del nom del primer coló que va instal·lar-s'hi: Kirsan Zubakin. Va rebre l'estatus de ciutat el 1779 i el 1875 fou annexionada a la línia de ferrocarril que connecta Saràtov i Tambov.

## Demografia
| 1897   | 1926   | 1939   | 1959   | 1970   |        |
| ------ | ------ | ------ | ------ | ------ | ------ |
| 10.700 | 11.600 | 12.800 | 16.600 | 21.800 |        |
| 1979   | 1989   | 1996   | 2002   | 2007   | 2010   |
| 21.300 | 20.800 | 20.400 | 18.506 | 18.100 | 17.224 |